# Gneo Cornelio Lentulo (console 201 a.C.)
Gneo Cornelio Lentulo (latino: Cnaeus Cornelius Lentulus) (fl. III secolo a.C.) è stato un politico romano.

## Biografia
Fratello di Lucio Cornelio Lentulo, che fu a sua volta console nel 199 a.C..
Fu questore nel 212 a.C. e celebrò le esequie del proconsole romano Tiberio Sempronio Gracco, caduto in battaglia. Quello stesso anno condusse l'esercito, che era stato di Tiberio Gracco, ad assediare Capua. Livio racconta che durante una battaglia sviluppatasi davanti alla città campana, vide inizialmente i Romani subire i continui attacchi della cavalleria cartaginese di Annibale, sommersi dai dardi nemici, fino a quando il segnale di contrattacco romano non produsse una battaglia equestre equilibrata. Ma quando da lontano apparve l'esercito guidato dal questore Gneo Cornelio Lentulo, tale vista generò in entrambe le parti e contemporaneamente, la paura che si avvicinassero nuovi contingenti nemici. E come racconta Livio:
(Livio, XXV, 19.5.)
Edile curule nel 204 a.C. insieme al fratello. Secondo Livio, dopo essere stato eletto console per il 201 a.C. chiese che gli fosse assegnata la provincia d'Africa, così da condurre a termine la seconda guerra punica, ma il senato gli preferì confermare i preliminari di pace conclusi da Scipione dopo la vittoria di Zama.
Fu eletto console nel 201 a.C. con Publio Elio Peto.
Nel 199 a.C. fu proconsole nella Spagna Ulteriore ed ebbe una ovazione per i suoi servizi.